# Къшле
Къшле е село в Западна България. То се намира в община Трън, област Перник.

## География
Село Къшле се намира в планински район. Едно от най-дивните и малко познати места в България. Намира се на около 1 километър по права линия от граничната бразда със Сърбия. Към юли 2006 година вече няма постоянни жители. Къщите, които се намират разпръснати по махалите, вече са полуразрушени от природните стихии. Особено красиво е в местността „Кървав камик“, която е и най-високата точка в местността. Гората е букова във високата част по билото, а по-ниско преобладават иглолистните насаждения. Пътят до селото е доста запуснат и трудно проходим, но това е и предимство, което съхранява девствената природа. Отправната точка за преход до махалите на селото е село Долна Мелна. Красива и девствена природа, която постепенно заличава всички следи от човешката дейност. Водата извира буквално отвсякъде в гората и се стича към долината на с. Долна Мелна. Образуват се красиви поточета с бистра и студена планинска вода дори и през най-горещите месеци в годината. Рай за ловците на диви прасета, които се организират чрез дружинката в с. Долна Мелна.

## История
Името на селото идва от названието къшла (кошара) за добитък извън селото. Къшлата на това място е била устроена към края на 18, началото на 19 век от радомирския мюдюрин, който тук направил чифлик за отглеждане на добитък, предимно овце.
Землището на Къшле е обитавано още през древността, но няма сведения за съществуването на селище на това място поради суровите планински условия. Знае се, че след отменянето на тимарската система в Османската империя през 1834 година, земите в района на село Къшле са заграбени от мюдюрина на Радомир, който създал скотовъден чифлик и построил къшла. Селяни от околните села били наети да отглеждат добитъка му. Фактически първите заселници слугуват на мюдюрина. И постепенно те построили къщи и настанили своите семейства. Така се образувало село Къшле. Съществува записано оплакване от турския мюдюрин до Дефтерхането в Цариград, в което той пише:
| „ | Досега тези имоти се обработваха и засяваха и нямах никакви недобори, и от никои страни не ми се намесваха и не оспорваха владенията ми, тъй като са мой купен имот. Понастоящем неверниците Тричко, Китан, Нико, Велко, Ангел и друг един Китан, които обработват споменатия чифлик, излизат с призиви за своеволно завладяване. | “ |

В дните на Освобождение мюдюринът избягал и чифликът бил разделен от селяните. Но по-късно по споразумение между правителствата на Българското княжествео и османската империя мюдюринът се завърнал и обявил имотите си за продан. Тогава голяма част от земите изкупил местния селянин Станиш Дойчинов. Всичките му съселяни се питали от къде е намерил толкова злато, за да заплати имотите. Оказало се обаче, че бащата на Станиш – Дойчин е бил някога хайдутин и изглежда тогава се е снабдил с тези пари. Версията на Станиш пред къшленци била следната: някога през Къшле преминала турска потеря, която при престоя си в селото изгубила торбичка злато. Златото било намерено случайно от сестрата на Станиш като дете, която пасяла овцете.
От заселилите се в Къшле се образували следните родове: Велковци, Гелини, Тричкови, Лазарови, Венини, Милойкови, Стоилови (Дойчинови).
Във войните от 1912-1918 година от селото загиват 6 войници, а през Втората световна война – един е убит на фронта и един е убит от жандармерията.